# Charles-Auguste de Waldeck-Pyrmont
Charles-Auguste de Waldeck-Pyrmont (Hanau 24 septembre 1704 – Bad Arolsen 29 août 1763) est un prince souverain et militaire allemand, qui a commandé les forces hollandaises dans la guerre de Succession d'Autriche.

## Biographie
Second fils de Frédéric-Antoine-Ulrich, premier prince de Waldeck-Pyrmont, Charles-Auguste hérite de la couronne en 1728 à la mort de son père et de son frère aîné, et continue la tradition des princes de Waldeck de se mettre au service des Provinces-Unies, à l'exemple du prince Georges Frédérick.
Durant la guerre de Succession d'Autriche, il est nommé commandant de l'armée hollandaise par les États-Généraux des Provinces-Unies, afin de contrebalancer Guillaume IV d'Orange qui se repose entièrement sur le duc de Cumberland.
C'est sous le commandement de Waldeck que l'armée hollandaise essuie les défaites aux batailles de Fontenoy, de Rocourt et de Lauffeld.
Il est nommé en 1746 feld-maréchal du Saint-Empire.

## Mariage et descendance
Le 19 août 1741, Charles-Auguste épouse à Deux-Ponts sa cousine germaine Christine de Deux-Ponts-Birkenfeld (1725-1816), fille du comte Christian III de Deux-Ponts-Birkenfeld. Ils ont sept enfants :
- Charles (1742-1756) ;
- Frédéric-Charles-Auguste (1743-1812), prince de Waldeck-Pyrmont ;
- Christian (1744-1798), maréchal dans l'armée du Portugal ;
- Georges (1747-1813), prince de Waldeck-Pyrmont ;
- Caroline de Waldeck-Pyrmont (1748-1782), épouse le duc de Courlande Pierre von Biron ;
- Louise (1751-1816), épouse le duc Frédéric-Auguste de Nassau-Usingen ;
- Louis (1752-1793).